# Sertab Goes To The Club
Sertab Goes To The Club is een remix album van de Turkse singer-songwriter Sertab Erener.

## Nummers
1. Gel barışalım artık
2. Yanarım
3. Vur yüreğim
4. Mecbursun
5. Lâl
6. Aşk
7. Aşk ölmez, biz ölürüz
8. Aslolan aşktır
9. Sevdam ağlıyor
10. Satılık kalpler şehri
11. Everyway That I Can (All Remixes)